# Taxi, em tên gì?
Taxi, em tên gì? ist eine vietnamesische Liebeskomödie aus dem Jahr 2016. Der Film handelt von der Reise des Dr. Thượng Phong (gespielt von Trường Giang) und der Taxifahrerin Bình Chi (dargestellt von Angela Phương Trinh) von Saigon nach Đà Lạt.

## Handlung
Der Reptilienforscher Thượng Phong verpasst seinen Flug von Saigon nach Đà Lạt und ist daher gezwungen ein Taxi zu nehmen, um seiner Freundin Hạ Mây rechtzeitig einen Heiratsantrag machen zu können. Er trifft auf die Taxifahrerin Bình Chi, nachdem er versehentlich ins falsche Taxi eingestiegen ist. Nachdem Chi dies bemerkte, verlangt sie 95.000₫ (ungefähr 3,60 €). Phong weigert sich den Betrag bezahlen und es kommt zu einer physischen Auseinandersetzung zwischen ihnen, wobei sie auf eine schwangere Frau stoßen. Zusammen bringen sie die Frau ins Krankenhaus.
Schließlich ist Chi damit einverstanden, Phong nach Đà Lạt zu bringen, unter der Bedingung, dass die Gebühr um das Zweieinhalbfache erhöht wird. Während der Fahrt bemerkte Phong, dass sich ein Räuber in das Taxi eingeschlichen hat. Der Räuber bedroht Phong mit einem Messer und zwingt die beiden, an einem Friedhof zu halten. Die Räuber befehlt Phong ein paar Räucherwerke und einen Strauß mit weißen Rosen zu kaufen, damit er am Grabstein seiner verstorbenen Frau das Versprechen geben kann, in Zukunft ein besserer Mann zu werden.
Phong und Chi haben sich während der Fahrt verfahren. Beim Umkehren bleibt das Fahrzeug in einer Sandgrube stecken. Chi fordert Phong dazu auf, ein Stück Holz am Hinterreifen des Fahrzeugs zu platzieren. Nachdem Phong das Fahrzeug aus der Sandgrube befreien konnte, geriet er mit dem Wagen an einen Abhang und steht kurz vor dem Absturz. Chi eilt schnell zur Hilfe und hält das Fahrzeug an der Heckstoßstange fest. Da Chi aus Erschöpfung den Wagen nicht mehr länger festhalten konnte, legt sie ihr rechtes Bein vor dem Hinterreifen, um den Wagen vor dem Absturz zu verhindern. Dabei bricht sie ihr Bein. Später kommen Passanten vorbei und retten Chi und Phong. Phong übernimmt nun das Steuer und sie setzen ihre Reise fort. Nachdem Phong bemerkt, dass das Bremspedal nicht mehr funktioniert, verliert er die Kontrolle über den Wagen und sie kommen von der Straße ab. Sie fahren in einen See hinein.
In der Nacht treffen die beiden auf Herrn Chiến und Herrn Tài und bitten sie um Hilfe. Herr Chiến ist zufällig Leiter des Rettungsteams und verspricht den beiden, den Wagen aus dem See zu bringen und es zu reparieren. Er bietet den beiden an, die Nacht in einem Gasthaus zu verbringen. Im Gasthaus findet währenddessen eine Party statt, an der die beiden teilnehmen. Herr Chiến unterbricht diese und gesteht seiner Geliebten Frau Quyên, die ebenfalls an der Party teilnimmt, seine Liebe. Chiếns Liebesgeständnis erinnert Chi daran, wie sie in ihrer Vergangenheit von ihrem Freund betrogen wurde. Nun fordern die Partyteilnehmer Phong und Chi auf sich gegenseitig zu küssen. Nach dem Kuss verlassen die beiden das Gasthaus und schlafen auf der Ladefläche eines Pick-ups. Phongs Freundin Hạ Mây erhielt einen Anruf aus dem Gasthaus und ist mit einem Motorrad dorthin gefahren, um nach Phong zu suchen. Nachdem Mây die beiden auf der Ladefläche erkannte, fährt sie weinend zurück.
Am nächsten Morgen wurde der Wagen aus dem See gebracht und repariert. Herr Chiến weigert sich, das Geld von Phong zur Reparatur anzunehmen, da er erkannte, dass Chi die Tochter seines ehemaligen Chefs und ihr Vater einer der reichsten Unternehmer auf dem Aktienmarkt sei. Zusammen fahren sie nun zu Mây. Währenddessen findet eine medizinische Vorsorgeuntersuchung für Kinder statt, die unter anderem von Mây und ihrem Verehrer James betreut wird. Nach der Veranstaltung macht James einen Heiratsantrag an Mây. Rechtzeitig angekommen, versucht Phong die Situation zu verhindern. Phong möchte ihr ebenfalls einen Heiratsantrag stellen, bemerkt aber, dass er den Ehering im Wagen von Chi liegengelassen hatte. James fordert Phong zu einem Kampf auf. Eingeschüchtert von James Körpergröße flüchten Phong und Mây auf dem Motorrad. Mitten auf der Straße wartet Chi mit Phongs Ehering in der Hand, den sie an Phong übergibt.

## Rezeption
Benutzer -Lily- von dienanh.net weist darauf hin, dass einige Details im Film an die Komödie Verlobung auf Umwegen (2010) erinnern. In vielen Teilen sei der Film langsam, vor allem in seinen Dialogen im ersten Teil. Viele Details hinsichtlich der Persönlichkeit der Charaktere bleiben unscharf. Am Ende biete der Film jedoch eine tiefgründigere Perspektive zur Liebe an; jede Person solle für sich selbst entscheiden, was Ehrlichkeit in einer Liebesbeziehung bedeutet.
Vân Vân von kenh14.vn kritisiert, dass die Emotionswechsel von Thượng Phong und Bình Chi nicht klar seien. Viele Abschnitte im Film seien ungeschickt und bröckelig. Die Komik im Film sei nicht exzellent und die emotionale Qualität ein wenig schwer zu absorbieren. Er behauptet, dass die Zuschauer für sich selbst denken und akzeptieren sollen, dass Taxi, em tên gì? gut strukturiert und eine gute Idee, aber die Darstellung nicht reibungslos sei.